# Monks – The Transatlantic Feedback
Monks – The Transatlantic Feedback ist ein Dokumentarfilm des Regie- und Produzentenpaares Dietmar Post und Lucía Palacios, gedreht zwischen den Jahren 1997 und 2002 in den Vereinigten Staaten und Deutschland. 2008 wurden die beiden Filmemacher nach vielen anderen Preisen mit dem renommierten Adolf-Grimme-Preis ausgezeichnet. 2009 erschien der Film auf DVD.

## Inhalt
In dem Musik-Dokumentarfilm geht es um die legendäre, stilbildende Beat-Band The Monks, über die „Rolling Stone“ schrieb: „Bis heute gibt es nichts in Kunst, Rock, Punk- oder Nut-Rock, das der verrückten konzeptuellen Strenge des Images der Monks und dem rohen, Avant-Biergarten-Sound der einzigen LP der Gruppe Black Monk Time nahe kommt.“
Mitte der 1960er Jahre kam es in der Bundesrepublik zu einem einzigartigen deutschamerikanischen Kulturaustausch: Fünf dort lebende, amerikanische Ex-Soldaten, die während ihrer Militärzeit eine Beat-Band gegründet hatten, trafen auf zwei deutsche Künstler und Beat-Fans. Gemeinsam entwarfen sie ein Band-Konzept, das mit dem gängigen Bild des Beat brach: Die Monks schnitten sich die Haare kurz, rasierten sich Tonsuren und trugen anstelle von Krawatten Galgenstricke um den Hals. Ihre Musik war minimalistisch und aggressiv, ihre Texte ironisch und radikal, ihre Ästhetik provokant und dadaistisch. Die besondere Situation zwischen Adenauer-Politik und Vietnamkrieg, amerikanischer Pop- und wachsender westdeutscher Gegenkultur manifestierte sich in den radikalen Anti-Kriegsliedern der Monks und der eigenwilligen Melange aus anglo-amerikanischem Pop und deutscher Avantgarde.
Heute gelten die Monks als Wegbereiter diverser moderner Musikströmungen; Bands wie Faust, Can, Amon Düül oder Kraftwerk sowie verschiedene Protagonisten des Punk können als ihre direkten Nachfahren angesehen werden.
Aus den persönlichen Erinnerungen der fünf Musiker und umfangreichem Archivmaterial wurde der Film rekonstruiert.

## Kritiken
„Diese Geschichte beginnt in Gelnhausen, Zonenrandgebiet, mitten im Kalten Krieg. Sie beginnt nicht im Düsseldorf von Krautrock und Kraftwerk. Aber sie führt genau dorthin. Denn monks – the transatlantic feedback leistet nicht weniger als eine tiefenscharfe Ethnografie der sechziger Jahre, ein Porträt aufbrechender Verhältnisse mit dem Himmel voller Pauken und Gitarren. Dietmar Post und Lucía Palacios erzählen anhand der monks – dieser kleinen, großen Band – vom Stürmen und Drängen einer Ära. Beinahe zehn Jahre haben die beiden Filmemacher an ihrem Porträt gearbeitet. Anders gesagt: Diese Geschichte war so gut und groß, wie sich ihre Finanzierung immer wieder als prekär erwiesen hat.
Nicht, dass dies alleine schon preiswürdig wäre. Es ist nicht bloß das Kleine an diesem Film, das Abseitige, dass monks – the transatlantic feedback so groß werden ließ. Nicht bloß das subkulturelle Kapital, dieses coole Wissen um eine Fußnote der Popgeschichte. Es ist vielmehr das nonchalante Talent, aus der individuellen Erzählung von fünf in Deutschland gestrandeten GIs und ihrem kurzen Ausflug in das Hinterland der Hitparaden eine Parabel für die emanzipatorische Energie einer Epoche zu machen.“
In der Begründung der Jury des Adolf-Grimme Preises 2008 heißt es weiter: „Dietmar Post und Lucía Palacios haben sie wieder zum Schwingen gebracht. In einer Dokumentation, die, anders als der großartig utopische Lärm der monks, auch um die Zwischentöne weiß.“
Der New Yorker Kritiker und John-Cage-Fachmann Richard Kostelanetz vergleicht Monks – The Transatlantic Feedback mit dem Film „Comedian Harmonists“ (1976) von Eberhard Fechner.

## Comeback, erster Auftritt nach 40 Jahren
Im Zusammenhang mit dem Film erschien auch ein von play loud! initiiertes Doppel-CD-Soundtrack-Album mit dem Titel Silver Monk Time – A Tribute to the Monks. Dieses Album diente zur weiteren Finanzierung des Films und wurde im Oktober 2006 offiziell in der Berliner Volksbühne vorgestellt. Zu dieser Präsentation wurde der Film erstmals vor einem großen Publikum in Deutschland gezeigt. Danach traten auf Einladung von play loud! productions die Monks das erste Mal nach fast 40 Jahren unter dem frenetischen Jubel einer total überfüllten Volksbühne wieder live in Deutschland auf. Es gab Gastauftritte von Musikern, die auf Silver Monk Time vertreten sind. Mark E. Smith (The Fall), The Raincoats, Schorsch Kamerun (Goldene Zitronen) und Peter Hein (Fehlfarben) feierten gemeinsam mit den Monks deren Comeback. Im Publikum saßen auch einige der ehemaligen Weggefährten der Monks, so unter anderem der Kreativ-Manager Walther Niemann, der Tournee-Manager Wolfgang Gluszczewski und der Polydor-Produzent Jimmy Bowien.
Seit dem Abschluss der Dreharbeiten im Jahr 2002 verstarben fünf der Protagonisten des Films: 2004 Roger Johnston, der Schlagzeuger der Monks, 2005 Charles Wilp, der versucht hatte, die Monks für seine wegweisende Afri-Cola-Werbekampagne zu gewinnen, 2008 Dave Day Havlicek, der Banjo-Spieler der Monks, 2009 der Tournee-Manager Wolfgang Gluszczewski und ebenfalls 2009 der Erfinder und Kreativmanager der Monks Walther Niemann.
Das Motiv zum Filmposter wurde von dem deutschen Maler Daniel Richter gezeichnet.

## Auszeichnungen
- 2006: Leeds Film Festival (Publikumsliebling)
- 2006: Hessischer Filmpreis (Nominierung Bester Dokumentarfilm)
- 2007: San Francisco Berlin & Beyond Festival (2. Publikumspreis)
- 2007: Würzburger Filmtage (Publikumspreis Bester Dokumentarfilm)
- 2007: Milan Doc Festival (Bester Schnitt)
- 2008: Adolf-Grimme-Preis 2008 (Regie und Buch)

## DVD-Veröffentlichung
Monks – The Transatlantic Feedback wurde am 13. März 2009 offiziell als DVD veröffentlicht.
DE:BUG Magazin (April 2009) schreibt zur Film-DVD und den erneuten CD-Veröffentlichungen:
„Abgesehen von einem unterhaltsamen Monks-Paket und dem Ausrufezeichen hinter der Bedeutung dieser Band ist Post und Palacios hier ein schwer beeindruckender Musikfilm gelungen, der sich strikt an Zeitzeugen hält, um Gelaber zu vermeiden, der weder glorifiziert noch bloßstellt, der aneinanderreihend zur Verfügung stellt und der sich von dämlichen Retro- oder Charts-Shows in seiner Klarheit und Offenheit genauso abhebt wie die Monks einst von den Monkees.“

## Wiederveröffentlichung
Aufgrund des Erfolgs von Monks – The Transatlantic Feedback wurde die LP Black Monk Time gemeinsam mit der DVD wiederveröffentlicht. Dies ist nach 1966 und 1979 erst die dritte offizielle Veröffentlichung des Albums. Play Loud! Productions und Polydor haben ebenfalls die Singleauskoppelung complication/oh, how to do now im Originalcover, welches 1966 von dem Künstler und Manager der Monks, Walther Niemann, „designt“ worden war, erstmals wiederveröffentlicht.